# London Lions 2023-2024 (pallacanestro)
Questa voce raccoglie le informazioni riguardanti i London Lions nelle competizioni ufficiali della stagione 2023-2024.

## Stagione
La stagione 2023-2024 dei London Lions è la 44ª nel massimo campionato britannico di pallacanestro, la British Basketball League.

## Roster
Aggiornato al 24 marzo 2024.
| London Lions 2023-24 | London Lions 2023-24 |
| Giocatori            | Staff tecnico        |
| -------------------- | -------------------- |

| N. | Naz.                                            | Ruolo | Nome            | Anno | Alt.   | Peso   |  |
| -- | ----------------------------------------------- | ----- | --------------- | ---- | ------ | ------ |  |
| 0  | Regno Unito (bandiera)                          | C     | Gabriel Olaseni | 1991 | 209 cm | 104 kg |  |
| 1  | Stati Uniti (bandiera)                          | P     | Jordan Taylor   | 1989 | 185 cm | 88 kg  |  |
| 2  | Stati Uniti (bandiera)                          | GA    | David Nwaba     | 1993 | 196 cm | 99 kg  |  |
| 6  | Regno Unito (bandiera)                          | AP    | Morayo Soluade  | 1995 | 196 cm | 89 kg  |  |
| 7  | Stati Uniti (bandiera)                          | A     | Sam Dekker (C)  | 1994 | 204 cm | 99 kg  |  |
| 9  | Canada (bandiera)                               | AG    | Conor Morgan    | 1994 | 206 cm | 102 kg |  |
| 10 | Regno Unito (bandiera)                          | PG    | Luke Nelson     | 1995 | 191 cm | 86 kg  |  |
| 11 | Regno Unito (bandiera)                          | G     | Kareem Queeley  | 2001 | 193 cm | 91 kg  |  |
| 14 | Regno Unito (bandiera)                          | C     | Joshua Djanogly | 1998 | 210 cm |        |  |
| 20 | Stati Uniti (bandiera) · Regno Unito (bandiera) | C     | Josh Sharma     | 1996 | 213 cm | 104 kg |  |
| 22 | Stati Uniti (bandiera) · Regno Unito (bandiera) | G     | Tarik Phillip   | 1983 | 191 cm | 87 kg  |  |
| 23 | Regno Unito (bandiera)                          | AP    | Ciaran Sandy    | 1999 | 203 cm | 88 kg  |  |
| 30 | Stati Uniti (bandiera)                          | P     | Matt Morgan     | 1997 | 188 cm | 79 kg  |  |
| 31 | Regno Unito (bandiera)                          | G     | Bradley Kaboza  | 2001 | 188 cm | 80 kg  |  |
| 32 | Stati Uniti (bandiera)                          | AG    | Donte Grantham  | 1995 | 203 cm | 98 kg  |  |
| 33 | Regno Unito (bandiera)                          | G     | Remy Udeh       | 2005 | 185 cm | 80 kg  |  |
| 35 | Lituania (bandiera)                             | C     | Rokas Gustys    | 1994 | 204 cm | 115 kg |  |

| Allenatore |
| - Petar Božić |
| Assistente/i |
| - Chris Caird - Andre Lockhart - Polat Kaya - Robert Youngblood Legenda - (C) Capitano - (IN) Inattivo - Infortunato Roster |

## Mercato

### Sessione estiva
| Acquisti | Acquisti        | Acquisti          | Acquisti   | Acquisti |
| R.a      | Nome            | da                | Modalità   |          |
| -------- | --------------- | ----------------- | ---------- | -------- |
| P        | Matt Morgan     | Le Mans           | svincolato |          |
| AP       | Ciaran Sandy    | Mercyhurst Lakers | svincolato |          |
| AG       | Donte Grantham  | Nancy             | svincolato |          |
| AG       | Conor Morgan    | Bahçeşehir Koleji | svincolato |          |
| C        | Gabriel Olaseni | Darüşşafaka       | svincolato |          |

| Cessioni | Cessioni            | Cessioni           | Cessioni       | Cessioni |
| R.       | Nome                | a                  | Modalità       |          |
| -------- | ------------------- | ------------------ | -------------- | -------- |
| G        | Aaron Best          | Trefl Sopot        | fine contratto |          |
| G        | Miye Oni            | Orlando Magic      | fine contratto |          |
| GA       | Joshua Ward-Hibbert | Leicester Riders   | fine contratto |          |
| AP       | Vojtěch Hruban      | Cholet             | fine contratto |          |
| AG       | Zamoku Weluche-Ume  | GW Revolutionaries | fine contratto |          |
| AG       | Tomislav Zubčić     | Napoli Basket      | fine contratto |          |
| C        | Jonathan Komagum    | Free agent         | fine contratto |          |

### Dopo l'inizio della stagione
| Acquisti | Acquisti        | Acquisti          | Acquisti         | Acquisti   |
| R.       | Nome            | da                | Data             | Modalità   |
| -------- | --------------- | ----------------- | ---------------- | ---------- |
| C        | Rokas Gustys    | Fundación Granada | 30 ottobre 2023  | svincolato |
| C        | Joshua Djanogly | ASA Ashkelon      | 14 novembre 2023 | svincolato |
| GA       | David Nwaba     | Motor City Cruise | 8 gennaio 2024   | svincolato |

| Cessioni | Cessioni     | Cessioni   | Cessioni         | Cessioni       |
| R.       | Nome         | a          | Data             | Modalità       |
| -------- | ------------ | ---------- | ---------------- | -------------- |
| C        | Rokas Gustys | Free agent | 28 novembre 2023 | fine contratto |